# Calceolaria pinnata
Calceolaria pinnata är en toffelblomsväxtart. Calceolaria pinnata ingår i släktet toffelblommor, och familjen toffelblomsväxter.

## Underarter
Arten delas in i följande underarter:
- C. p. delicatula
- C. p. pinnata

## Bildgalleri

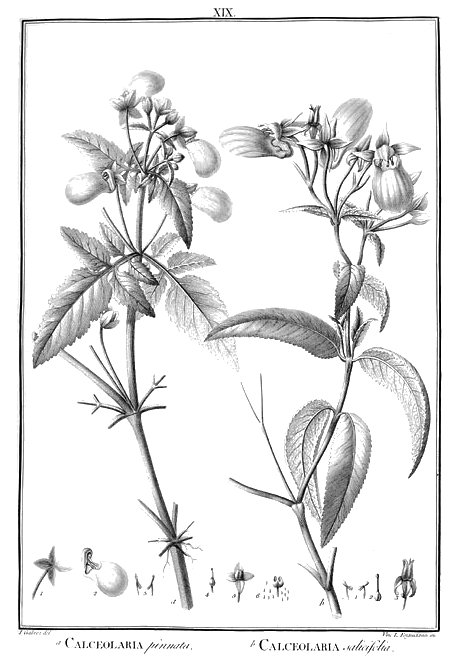